# 요턴
요턴 A/S는 노르웨이의 페인트회사다. 세계 최대의 도료 및 코팅제조업체다.
한국에서는 조광요턴의 모기업이다.

## 역사
- 1926년 - 요턴 화학 공업 설립.
- 1951년 - 산네피요르드에 공장 증설.

## 같이 보기
- 오클라 ASA
- 조광요턴